# Leptotila ochraceiventris
La paloma montaraz ventriocre, paloma montaraz de vientre ocre  o paloma ventiocrácea (Leptotila ochraceiventris)  es una especie de ave columbiforme perteneciente a la familia Columbidae.

## Distribución y hábitat
Se encuentra en  Ecuador y Perú.  Su hábitat natural son los bosques húmedos de las tierras bajas y d las montañas subtropicales o tropicales. Está considerada en peligro de extinción por la pérdida de hábitat.